# Casa dels Cardona
La Casa dels Cardona és una casa de la vila de Torà, a la comarca del Solsonès. És un monument protegit i inventariat dins el Patrimoni Arquitectònic Català

## Descripció

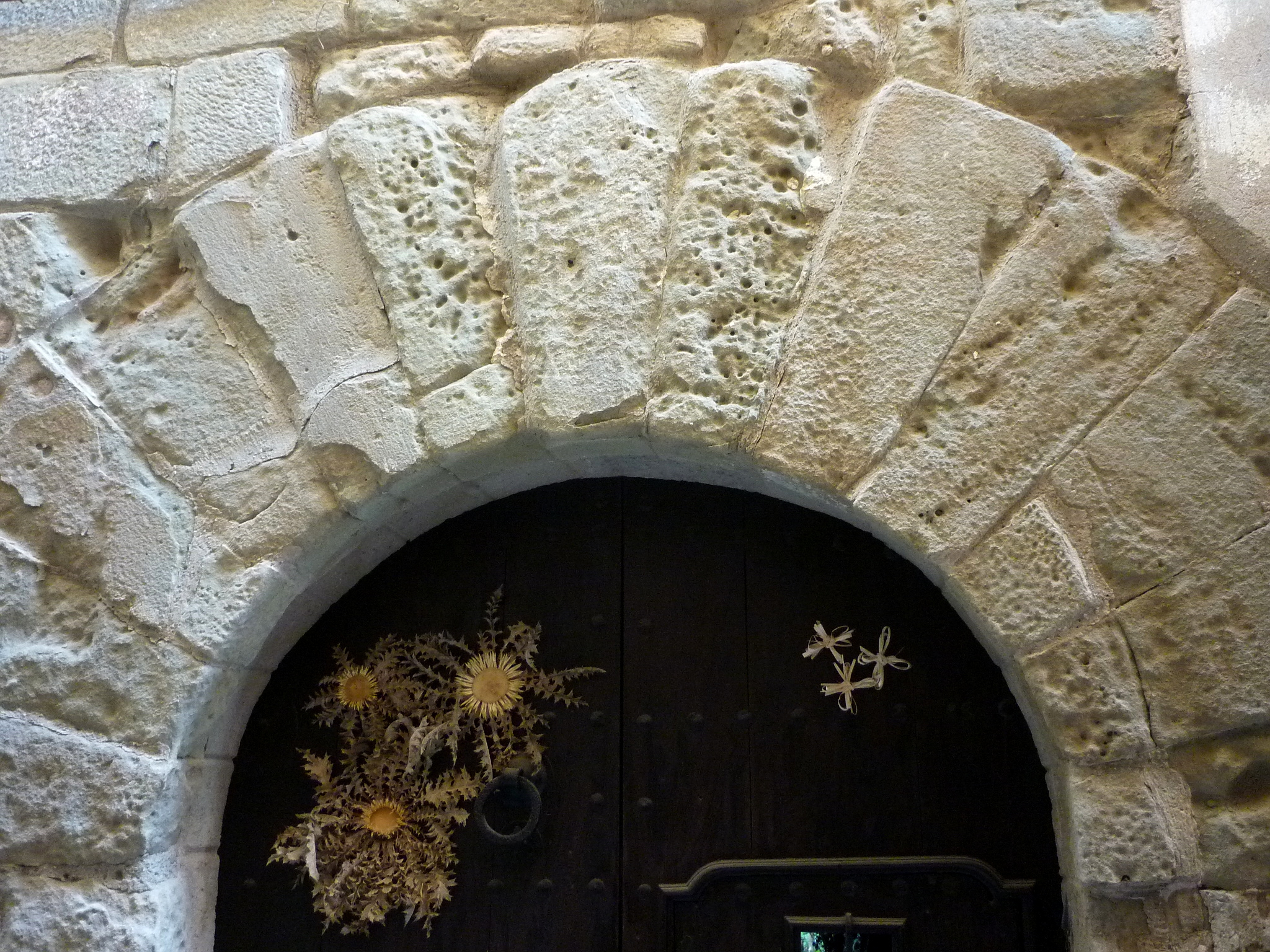
Portal adovellat

Aquest palauet havia estat l'antiga residència de la família dels Cardona, de la branca de Torà, però al dia d'avui l'únic testimoni que es conserva d'aquest període de resplendor és part de la façana. És un edifici en el qual trobem dues parts ben diferenciades, tot i que formen part de la mateixa unitat. L'aparell de la dreta està compost per filades de carreus regulars molt ben escairats, mentre que el de l'esquerre és irregular. Observem dues portes d'accés, una amb arc de mig punt dovellat i una porta de fusta antiga de doble batent i l'altra més senzilla amb llinda. Entre aquestes dues portades apareix una finestra rectangular amb reixa de forja. Damunt la portada dovellada s'obren dues finestres rectangulars i a l'altre extrem de la façana una porta balconera amb barana de forja. El cos esquerre de l'edifici presenta un altre pis en el qual apareix una finestra rectangular senzilla amb barana de forja, mentre que a l'altre cos de l'edifici una cornisa amb una sanefa de dents de serra corona l'edifici.

## Notícies històriques
Quan l'ordre dels hospitalers desaparegué de la vila la casa passà a ser residència dels administradors dels Cardona a Torà i més tard dels Preveres de la Vila. A causa de la Desamortització la casa fou confiscada i venuda.